# 柏原竜一
柏原 竜一（かしはら りゅういち、1964年 - ）は、日本のジャーナリスト、インテリジェンス・情報史研究家。

## 来歴
京都大学文学部西洋史学科卒業。京都大学文学部フランス語学・文学科卒業。
保守論壇の情報工作、浸透工作に警鐘を鳴らしている。
ユダヤ陰謀論に否定的な立場を採用している。

## 著書
- 『世紀の大スパイ 陰謀好きの男たち』（洋泉社、2009年）
- 『インテリジェンス入門--英仏日の情報活動、その創造の瞬間』（PHPパブリッシング、2009年）
- 『中国の情報機関--世界を席巻する特務工作』（祥伝社新書、2013年）
- 『ワイマール共和国の情報戦争--フランス情報資料を用いたドイツ革命とドイツ外交の分析』（ITSC静岡学術出版事業部、2013年）
- 『陰謀と虐殺--情報戦から読み解く悪の中東論』（ビジネス社、2016年）
- 『北朝鮮発第三次世界大戦』（祥伝社新書、2018年）

## 共著
- 『インテリジェンスの20世紀--情報史から見た国際政治』（千倉書房、2007年）
- 『世界のインテリジェンス--21世紀の情報戦争を読む』（PHP研究所、2007年）
- 『亡国のインテリジェンス--「武器なき戦争」と日本の未来」（日本文芸社、2010年）
- 『インテリジェンスなき国家は滅ぶ--世界の情報コミュニティ』（亜紀書房、2011年）
- 『自ら歴史を貶める日本人』（徳間書店・選書判、2012年、新版2021年）、西尾幹二・福地惇・福井雄三との座談
- 『日本の「世界史的立場」を取り戻す』（祥伝社・選書判、2017年）、西尾幹二・中西輝政対話・司会

## 寄稿
- 「佐藤優--そのロシア人脈とインテリジェンスへの疑問」『諸君!』2007年5月号
- 「学問の仮面 R・ベネディクト『菊と刀』--「恥の文化」というレッテル」『歴史通』2010年1月号
- 「軍事戦略の大転換--中国、日本侵略へ」『WiLL』2013年4月号
- 「中国の脅威を前に勝利のインテリジェンスを!!」『歴史通』2013年5月号
- 「プーチンはロシアの織田信長」『Will』2013年6月号
- 「米軍を脅かす中国2つの「ジョーカー」--巨大サイバー部隊と北朝鮮」『正論』2013年6月号

## 出演
- 『日本人だけが知らないインテリジェンス』チャンネルくらら火曜日配信